# 会计准则
会计准则是规范会计帐目核算、会计报告的一套文件。它的目的在于把会计处理建立在公允、合理的基础之上，并使不同时期、不同主体之间的会计结果的比较成为可能。
会计准则的制订主体有两类：在奉行大陆法系的国家，会计规范一般采用法定主义。即会计事务的处理规则从属于税法，国家制订了一系列具体的会计法规、甚至包括统一的会计科目表，如法国、德国。在奉行普通法的国家，会计准则由民间专业团体制订、并在实践上被税法、证券法所承认，如美国的《公认会计原则》（GAAP），以及国际会计准则委员会的《国际会计准则》（IAS）。
会计准则制订的最高水平当属美国的公认会计原则和国际会计准则委员会的国际会计准则。前者内容繁多，有200多条款，偏重于具体的规则，后者内容较为简略，偏重于原则的遵守。前者由于受到全球最大资本市场的管理者－美国证券交易委员会的承认，所以在世界上很有影响。后者由于被欧盟指定为欧洲普遍适用的会计准则，所以也越来越具有影响力。这两者之间随着国际会计准则委员会改组为国际会计准则理事会（IAS－国际会计准则随之改称IFRS－国际财务报告准则）、并吸收了GAAP的制订者－财务会计准则委员会的成员加入，有融合的趋势。

## 中華民國財務會計準則
中華民國通行的財務會計準則由中華民國會計研究發展基金會制定與修訂，目前己出版之《財務會計準則公報》共有41號，但其中第4、21，26，27等四號準則公報已終止適用
根據中華民國現行的會計準則，財務會計準則公報第一號財務會計觀念架構及財務報表之編製，對於同一經濟個體不同時期的會計比較之品質特性，稱為一致性;對於不同經濟個體同一時期之會計比較的品質特性，稱之為可比較性。

## 中華人民共和国会计准则
中華人民共和國的会计准则由財政部制定，是会计核算的行为标准，其强调对会计行为的规范，以及对原则性问题的限制，相对于会计制度更为宏观。中国的会计准则具有行政法规的性质。中国的会计准则基本采用国际会计准则的原则与理念。目前，中国会计准则有基本准则一项、具体准则三十八项。

## 外部連結
- （繁體中文）中華民國財務會計及審計準則列表及全文 中華民國會計研究發展基金會